# Max & Ruby
Max & Ruby er en amerikanske-canadiske tv-serie produceret for tv-kanalen Nickelodeon og Treehouse TV af Rosemary Wells.